# 장지량 (1924년)
장지량(張志良, 1924년 12월 15일 ~ 2015년 2월 2일)은 대한민국의 군인, 외교관, 정치인이다.
본관은 흥덕(興德)이고 호는 석은(石隱). 대한민국 공군 창설을 주도한 인물 중 한 명이다. 박정희 정권에서 제9대 공군참모총장(중장)과 제10대 국회의원과 성우회 회장과 자유민주연합 외교안보행정특임위원을 지냈다.

## 생애
전라남도 나주에서 태어났다. 일본 육군사관학교(60기), 미 공군대, 국방대학원을 졸업하였다. 1948년 육군사관학교(5기)를 졸업한 뒤 '공군 창설 105인'에 참여했다. 초대 공군본부 작전국장으로 F-51 무스탕 전투기 100대 군사원조 도입과 10개 비장장 확보 계획을 수립해 공군의 초석을 다졌다. 5.16 직후 군인신분으로 대한중석 사장을 역임하였다. 주 미국 대한민국 대사관 무관을 지냈고, 예편 후 1968년에는 행정개혁위원회 부위원장에, 1969년에는 駐에티오피아 대사에 임명되었다. 온화한 성품으로 에티오피아의 셀라시에 황제와 친분을 두텁게 하여, 한국 문제에 관한 1972년 유엔 총회 때, 에티오피아를 "기권"에서 "지지"로 돌려 놓았다. 1973년 5월에는 주(駐)필리핀 대사로 영전하였다. 예비역 중장으로 전역한 이후로도 행정개혁위원회 부위원장, 주(駐)에티오피아·필리핀·덴마크 대사, 제10대 국회의원, 대한체육회 부회장 등을 역임했다. 
보국훈장 국선장, 을지무공훈장, 충무무공훈장, 미국 동성무공훈장, 미국 공로훈장 등을 받았다.

## 기타
- 1948년경, 당시 공군 작전부장이던 장지량은 강문봉(일본육사 59기) 육군본부 작전국장을 찾아가  비행장마다 경비병력 10명 무전기 자동차 각 1대와 무전병 운전병을 파견해 달라고 부탁했으나, 강문봉은 이를 거절했다.[5]
- "한국전쟁 시기 경남 합천 해인사 팔만대장경 폭격을 막았다"는 자신의 주장과 관련 논란의 중심에 선 적이 있다. 2009년 7월 24일 "팔만대장경 지킨 ‘빨간 마후라’ 지하서 통곡"[6]에서 해인사 폭격을 막은 주인공은 장지량이 아닌 김영환 장군의 업적이라는 유가족의 주장이 있다. 논란이 커지자 공군 차원의 ‘역사자료 발굴위원회’가 구성됐고, 위원회는 ‘해인사…’와 ‘빨간 마후라’의 주인공 모두 김영환이라고 발표했다.[7] 대한민국 정부도 2010년 김영환 장군이 해인사 폭격을 거부하여 세계문화유산인 팔만대장경과 장경판전을 지킨 공로를 인정, 금관문화훈장(1급)을 추서했다.

## 가족 관계
부인 송원희와 사이에 3남 2녀가 있다. 그 중에는 언론인인 장대환이 있다.

## 학력
- 일본 육군사관학교
- 일본 육군항공사관학교 졸업
- 대한민국 육군사관학교 5기
- 대한민국 공군사관학교 특2기
- 미국 육군군사방위학교 졸업
- 미국 육군보병학교 졸업
- 대한민국 육군보병학교 졸업
- 미국 공군비행학교 졸업
- 대한민국 공군 방공포병학교 졸업
- 미국 공군참모대학교 졸업
- 미국 국방참모대학교 졸업
- 대한민국 국방대학원 행정학 석사

## 역대 선거 결과
| 실시년도 | 선거 | 대수 | 직책     | 선거구           | 정당       | 득표수 | 득표율      | 순위 | 당락 | 비고 |
| -------- | ---- | ---- | -------- | ---------------- | ---------- | ------ | ----------- | ---- | ---- | ---- |
| 1978년   | 총선 | 10대 | 국회의원 | 통일주체국민회의 | 유신정우회 |        | \| \| 0% \| | 지명 |      | 초선 |
|          | 0%   |      |          |                  |            |        |             |      |      |      |